# Esperia sulphurella
Espèce
Esperia sulphurella, la Dasycère soufrée, est une espèce d'insectes lépidoptères (papillons) de la famille des Oecophoridae.

## Description
Petit papillon de 12 à 16 mm d'envergure. De couleur brun chocolat, il est orné de taches jaune citron. Au repos, ses antennes pointent vers l'avant et sont marquées d'une étroite bande blanche aux deux tiers avant.

## Biologie
L'imago vole le jour de mai à juillet dans les bois clairs. La chenille grisâtre se nourrit de bois mort.